# Achim von Arnim
Achim von Arnim (teljes nevén Carl Joachim Friedrich Ludwig von Arnim, Berlin, 1781. január 26. – Wiepersdorf, Jüterbog járás, 1831. január 21.) német író, az ún. heidelbergi romantika legfontosabb képviselője.

## Élete
Arnim apja az igen tehetős porosz királyi kamarás Joachim Erdmann von Arnim volt. Ezen kívül porosz nagykövetként szolgált Koppenhágában és Drezdában, majd a Berlini Királyi Opera intendánsa volt. Arnim anyja Amália Karolina von Arnim, szül. Labes három héttel születése után meghalt.
Arnim gyermek– és ifjúkorát bátyjával, Carl Ottóval anyai nagymamájánál töltötte Zernikowban és Berlinben. 1793-tól 1798-ig itt járt gimnáziumba. 1798-tól 1800-ig jogot, természettudományokat és matematikát tanult Halleban. Még diákként számos természettudományos cikket írt, így például az elektromosság elméleti megalapozására törekedett. A zeneszerző Johann Friedrich Reichardt házában ismerkedett meg Ludwig Tieckkel, akinek írásait csodálta. 1800-ban Arnim a göttingeni egyetemen folytatta tanulmányait. Itt találkozott Goethével és Clemens Brentanóval. Az ő befolyásuknak köszönhető, hogy a természettudományokról az irodalomra váltott. Egyetemi tanulmányainak befejezése után 1801-ben írta meg, Goethe Wertherjének hatására első regényét "Hollins Liebesleben" (Hollin szerelmi élete) címmel.
1801 és 1804 között testvérével közösen európai körutat tettek. 1802-ben találkozott Frankfurtban későbbi feleségével Bettinával és Clemens Brentanóval beutazta a Rajna–vidéket. 1802-ben látogatást tett Coppetban Staël asszonynál és 1803-ban találkozott Párizsban a Schlegel házaspárral. Ezután Arnim továbbutazott Angliába és Skóciába, ahol még további egy évet töltött.
Visszaérkezése után Brentanóval közösen népdalgyűjteményt állítottak össze, amely végül 1805-ben jelent meg "Des Knaben Wunderhorn" (A fiú csodakürtje) címmel. A további kötetek megjelenését a porosz–francia háború akadályozta meg. A jénai és auerstedti vereség után Arnim követte a menekülő királyi családot Königsbergbe (a mai Kalinyingrádba), ahol a reformista Freiherr vom Stein környezetében politizált. 1807-ben Arnim Reichardt társaságában Goethéhez utazott Weimarba, ahol Clemens Brentano és felesége is tartózkodtak. Együtt utaztak Kasselba, ahol Arnim találkozott a Grimm fivérekkel.
Arnim 1808-ban Heidelbergbe költözött. Clemens Brentano követte őt és együtt fejezték be a népdalgyűjtemények szerkesztését. A második és a harmadik kötet is megjelent. Arnim Joseph Görresszel közösen újságot adott ki: Zeitung für Einsiedler (Remete Újság) néven. A szerkesztésben Brentano és Görres mellett a Grimm testvérek, Ludwig Tieck, Friedrich von Schlegel, Jean Paul Richter, Justinus Kerner és Ludwig Uhland is közreműködtek. Arnim 1808 végén elhagyta Heidelberget, és Berlinbe tartva meglátogatta Goethét. Arnim 1809-től Berlinben lakott. Többszöri próbálkozás után sem sikerült porosz köztisztviselői posztot elnyernie.
Berlinben publikálta első novelláskötetét "Der Wintergarten" (A Télikert), dolgozott Heinrich von Kleist berlini újságjainak is, 1811-ben pedig megalapította a Német Asztaltársaságot (később Keresztény-Német Asztaltársaság), egy patrióta egyesületet, amelyhez számos keresztény politikus, egyetemi tanár, tiszt és művész csatlakozott.
1810-ben Arnim eljegyezte Bettinát, 1811. március 11-én kötöttek házasságot. Hét gyermekük született: Freimund, Siegmund, Friedmund, Kühnemund, Maximiliane, Armgart, és Gisela, a házaspár azonban külön élt (Bettina Berlinben, férje pedig a birtokon, Wiepersdorfban). Az esküvő után együtt utaztak Weimarba, hogy Goethét meglátogassák. Bettina és Christiane olyan kegyetlenül veszekedtek, hogy az ifjú házaspár rögvest vissza is utazott Berlinbe. Goethe és Arnim viszonya egy életre elhidegült. 1813-ban a Napóleon elleni háborúban Arnim századosként szolgált egy zászlóalj élén. 1813 októberétől négy hónapig a "Preußischer Correspondent" (Porosz hírnök) berlini napilapot szerkesztette.
1814-től haláláig 1831-ig (szélütés) Arnim túlnyomórészt wiepersdorfi birtokán lakott és a berlini újságokban publikált novellákat, értekezéseket és cikkeket valamint több regénye is megjelent. Felesége és gyermekei nagyobbrészt Berlinben tartózkodtak. 1817-ben jelent meg "Die Kronwächter" (A Koronaőrök) első kötete.
1820-ban Arnim látogatást tett Ludwig Uhlandnál, Justinus Kernernél, a Grimm testvéreknél és egy utolsó alkalommal még Goethénél is. Élete utolsó éveiben gyakran voltak anyagi problémái, az irodalmi siker elmaradt. Achim von Arnim 1831. január 21-én halt meg Wiepersdorfban.

## Magyarul
- Krisztus és a szerzetesek; ford. Várkonyi Fidél; Stephaneum Ny., Bp., 1932